# ぶんご号
ぶんご号（ぶんごごう）は、かつて愛知県名古屋市と大分県中津市・宇佐市・別府市・大分市を結んでいた夜行高速バス路線である。
1日1往復の運行。座席は全席指定で、予約が必要であった。

## 運行会社
- 大分バス（大分中央営業所）
- 大分交通（大分営業所）
- 亀の井バス（別府営業所）
  - 3社の名古屋側の運行支援業務等は名鉄バス名古屋中央営業所が担当していた。

## 運行経路・停車停留所
太字は停車箇所。大分県内の停留所相互間の利用はできなかった。
名鉄バスセンター - 白川出入口 - （名古屋高速2号東山線・5号万場線・東名阪自動車道・新名神高速道路・名神高速道路・中国自動車道・山陽自動車道・広島岩国道路・山陽自動車道・中国自動車道・関門橋・九州自動車道・東九州自動車道） - 苅田北九州空港IC - 国道10号 -中津サンライズホテル前 - 宇佐法鏡寺 - 別府北浜 - 大分トキハ前（大分駅前） - 大分新川
- 大分から名古屋向けでは、途中吉志PAなどで消灯前のトイレ休憩。また翌朝も最寄の御在所SAなどで洗面トイレ休憩の後に名古屋市内へ入っていた[1]。
- 名古屋から大分向けでは、西宮名塩SAなどで消灯前のトイレ休憩。また翌朝も吉志PAで休憩していた[1]。
- とよのくに号・サンライト号・SORIN号が停車している大分新川バスセンターには運行開始当初より長らく乗り入れていなかったが、2012年（平成24年）4月1日から乗り入れるようになった。また中津市や宇佐市を通る関係上、大分自動車道は通らなかった。

## 沿革
- 1991年（平成3年）4月27日 - 名古屋鉄道（現名鉄バス）・大分バス・大分交通・亀の井バスの4社共同で運行開始[2]。
  - その後、名鉄は運行から撤退（名古屋地区での予約発券業務と停留所提供は継続）し、3社共同運行となる。
- 2008年（平成20年）9月22日 - 新名神高速道路経由に変更し、所要時間を短縮。前日限りで名神大垣での乗降扱いを廃止。
- 2012年（平成24年）4月1日 - 大分側の発着地を大分新川バスセンターまで延伸。
- 2013年（平成25年）7月1日 - 同日出発便より、Webでの予約先が「@バスで（ハイウェイバスドットコム）」に変更される。
- 2016年（平成28年）3月31日 - 利用客の減少傾向を理由にこの日の大分側出発便（名古屋側出発便は翌4月1日）を以って運行休止[3]。

## 車内設備
- スーパーハイデッカー
- 3列独立シート
- トイレ
- テレビ・ビデオ・ラジオ
- おしぼり・飲み物
- 毛布・スリッパ
- 読書灯
- コンセント（大分バス・大分交通の一部車両）

## 運行車両
- 大分バス
  - 三菱ふそう・エアロエース
- 大分交通
  - いすゞQPG-RU1ESBJ ガーラHD
- 亀の井バス
  - 三菱ふそう・エアロクィーン
  - 三菱ふそう・エアロバス（西工ネオロイヤルSD-I）

## 注記
1. 1 2  “路線詳細（名古屋～大分線）”. ハイウェイバスドットコム.  京王電鉄バス. 2014年7月15日時点のオリジナルよりアーカイブ。2014年7月10日閲覧。
2. ↑  “名古屋-鹿児島など 高速バス4路線免許”. 交通新聞 (交通新聞社):  p. 1. (1991年4月12日)
3. ↑  “大分～名古屋線「ぶんご」運行休止について” (PDF).   大分交通 (2016年2月8日). 2016年2月19日閲覧。